# Jacob Cats
Jacob Cats (Brouwershaven, Schouwen-Duiveland, 10 de novembre de 1577 - La Haia, 12 de setembre de 1660) fou un poeta, jurista i polític neerlandès. És conegut pels seus llibres d'emblemes.

## Biografia

### Primers anys
Després que la seva mare morís prematurament, Cats i els seus tres germans van ser adoptats per un oncle. Va ser enviat a estudiar a Zierikzee. Posteriorment, va estudiar dret a Leiden i a Orleans i, després del seu retorn a Holanda, es va assentar a la Haia, on va començar a treballar com a advocat. Cats va defensar a diverses persones acusades de bruixeria, la qual cosa li va portar més clients i va augmentar la seva reputació. No obstant això, Cats va emmalaltir de febre terciana i va viatjar a Anglaterra per buscar tractament, però no va ser fins al seu retorn a Holanda que es va guarir. El 1602, es va casar amb Elizabeth van Valkenburg. La parella es va mudar a Grijpskerke (Zelanda), on Cats es va dedicar a l'agricultura i a la poesia.

### Carrera diplomàtica
El 1621, el trencament dels dics va impedir que continués amb la seva granja, llavors va ser nomenat magistrat de Middelburg i, dos anys més tard, va ser designat magistrat de Dordrecht. El 1627, Cats va ser enviat a Anglaterra en una missió diplomàtica davant Carles I d'Anglaterra i d'Escòcia, qui ho va nomenar cavaller. El 1636, va ser nomenat Gran Pensionari d'Holanda i, l'any 1648, va ser designat Guardià del Gran Segell. El 1651, va renunciar als seus llocs oficials. No obstant això, el 1657, va ser enviat a Anglaterra per segona ocasió en una missió diplomàtica davant Oliver Cromwell.

### Poesia

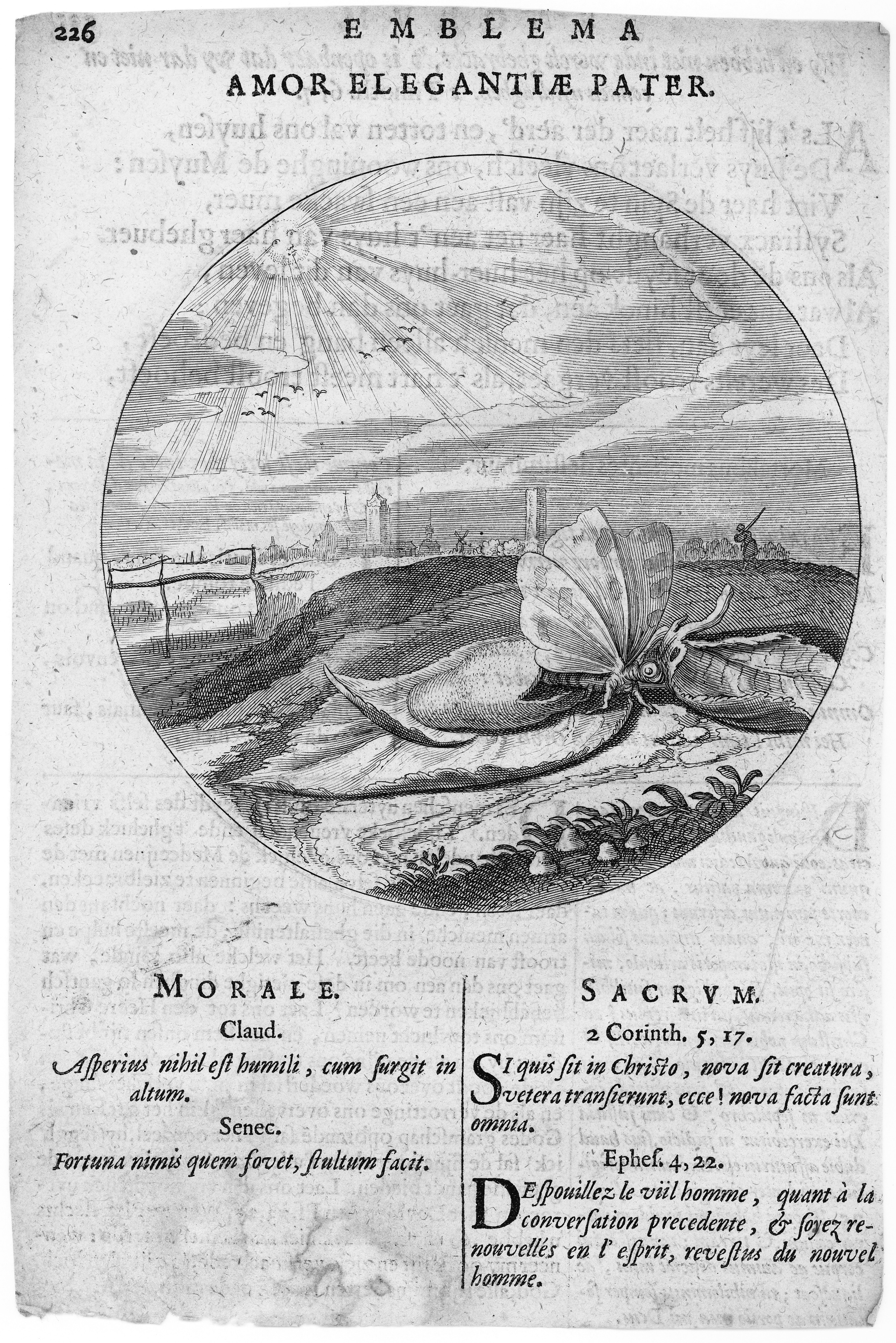
Un dels emblemes de Monita amoris virginei (1620).

Cats va viure els seus últims anys reclòs en la seva vila Zorgvliet, prop de la Haia, treballant en la seva autobiografia (Twee- en tachtig-jarig leeven, publicada per primera vegada a Leiden el 1734) i els seus poemes. Cats va morir el 12 de setembre de 1660 i va ser enterrat a l'església Kloosterkerk a la Haia.
Va ser contemporani de Pieter Corneliszoon Hooft, Joost van den Vondel i altres famosos escriptors neerlandesos durant l'era daurada de la literatura neerlandesa. No obstant això, les seves opinions orangistes i calvinistes ho van separar de l'escola poètica liberal d'Amsterdam.

## Obres
- Twee- en tachtig-jarig leeven (1659)
- Ouderdom, buytenleven en hofgedachten op Sorghvliet (1658)
- Doodkiste voor den levendige (1656)
- Koningklyke herderinne, Aspasia (1655)
- Alle de wercken van Jacob Cats (1655)
- Trou-ringh (1637)
- Spiegel van den ouden en nieuwen tyt (1632)
- Houwelick (1625)
- Self-stryt (1620)
- Proteus of Sinne- en minnebeelden (1618)
- Disputatio de actionibus, compilata quasi per Saturam ex. Tit. Inst. De Actionibus (1598)
- Ode epithalamia in nuptias nobilissimi iuvenis Galeni van-der-Laen ac generosae virginis Franciscae ab Hemstede (1595)
- Carmen in laudem doctissimi & eximij juvenis Iohannis Antonii Amstelrodamensis (1593)